# Stjepan Mitrov Ljubiša
Stjepan Mitrov Ljubiša, cyrilicí Стјепан Митров Љубиша (29. února 1824 Budva – 11. listopadu 1878 Vídeň), byl srbský spisovatel a politik z Dalmácie, v 2. polovině 19. století poslanec Říšské rady.

## Biografie
Narodil se v černohorské Budvě, tehdy součásti Dalmácie, v srbské rodině spojené se Srbskou pravoslavnou církví. Navštěvoval v Budvě normální školu. Od roku 1843 zastával funkci obecního tajemníka v rodném městě. Právní vzdělání získal samostudiem a byl jmenován notářem. Během revolučního roku 1848 se zapojil do politického dění a agitoval za spojení Dalmácie a Chorvatska, čímž si vysloužil kritiku od místního proitalského obyvatelstva a byl propuštěn z notářského postu.
Po obnovení ústavní vlády se zapojil do politiky. Od roku 1865 byl starostou Budvy. Od roku 1861 do roku 1864 a znovu v letech 1866–1870 byl poslancem Dalmatského zemského sněmu. Zemský sněm ho roku 1861 delegoval i do Říšské rady (tehdy ještě volené nepřímo) za Dalmácii (kurie venkovských obcí, obvod Kotor). 2. května 1861 složil poslanecký slib. K roku 1861 se uvádí jako obecní tajemník, bytem v Budvě. Opětovně byl zemským sněmem do Říšské rady za týž obvod delegován i roku 1867. 3. června 1867 složil slib. 7. dubna 1870 dopisem ohlásil svou rezignaci na mandát v souvislosti s hromadnými rezignacemi převážně slovanských poslanců coby výraz nesouhlasu s ústavním směřováním státu. Znovu ho zemský sněm do Říšské rady vyslal roku 1870 a 1872. Složil slib 23. ledna 1872. Uspěl i v prvních přímých volbách do Říšské rady roku 1873, za kurii venkovských obcí, obvod Kotor, Risan, Budva. Poslancem byl až do své smrti roku 1878. V Říšské radě patřil k federalistické slovanské pravici a postupoval společně s českými poslanci. Byl členem dalmatské Národní strany, která tehdy ještě sdružovala etnické Chorvaty i Srby.
Od roku 1870 byl předsedou Dalmatského zemského sněmu. Funkci zastával až do doby krátce před svou smrtí, kdy byl sesazen svými stranickými kolegy z dalmatské Národní strany. Vystupoval na podporu dalmatského slovanského obyvatelstva a odmítal italskou jazykovou a kulturní dominanci v regionu.
Byl literárně činný. První etnografickou studii napsal již roku 1845. Většího věhlasu dosáhl ale až později svými lidovými povídkami.